# Ruthville (Dakota del Norte)
Ruthville es un lugar designado por el censo ubicado en el condado de Ward en el estado estadounidense de Dakota del Norte. En el censo de 2010 tenía una población de 191 habitantes y una densidad poblacional de 482 personas por km².

## Geografía
Ruthville se encuentra ubicado en las coordenadas 48°22′15″N 101°18′1″O / 48.37083, -101.30028. Según la Oficina del Censo de los Estados Unidos, Ruthville tiene una superficie total de 0.4 km², de la cual 0.4 km² corresponden a tierra firme y (0%) 0 km² es agua.

## Demografía
Según el censo de 2010, había 191 personas residiendo en Ruthville. La densidad de población era de 482 hab./km². De los 191 habitantes, Ruthville estaba compuesto por el 84.29% blancos, el 0.52% eran afroamericanos, el 8.9% eran amerindios, el 1.05% eran asiáticos, el 0.52% eran isleños del Pacífico, el 0.52% eran de otras razas y el 4.19% pertenecían a dos o más razas. Del total de la población el 3.14% eran hispanos o latinos de cualquier raza.